# Augochloropsis celaeno
Augochloropsis celaeno är en biart som beskrevs av Carlos Schrottky 1906. Augochloropsis celaeno ingår i släktet Augochloropsis och familjen vägbin. Inga underarter finns listade.